# Дарвін (місячний кратер)
Кра́тер Да́рвін (лат. Darwin) — великий стародавній метеоритний кратер у південно-західній частині видимого боку Місяця. Назву присвоєно на честь англійського натураліста і мандрівника Чарлза Дарвіна (1809—1882) й затверджена Міжнародним астрономічним союзом у 1935 році. Утворення кратера відбулось у донектарському періоді.

## Опис кратера

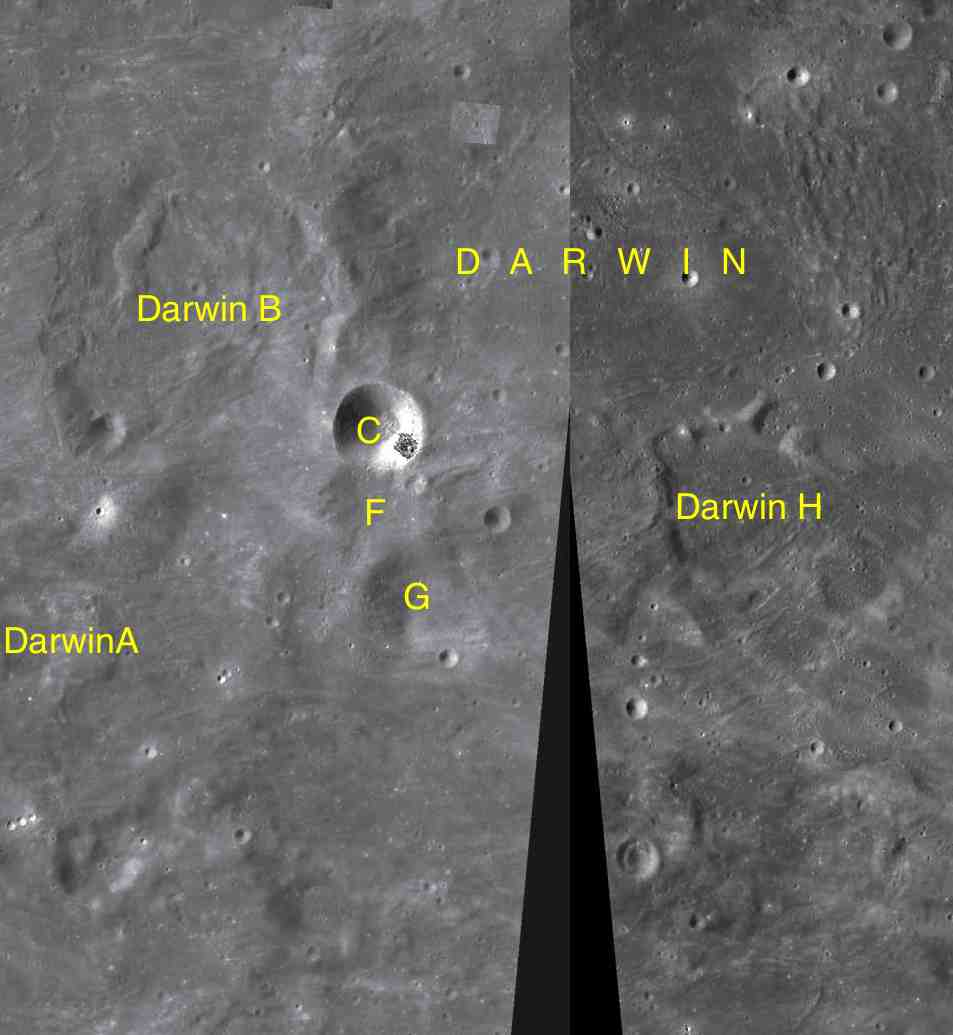
Фрагменти мап LAC-91, LAC-92

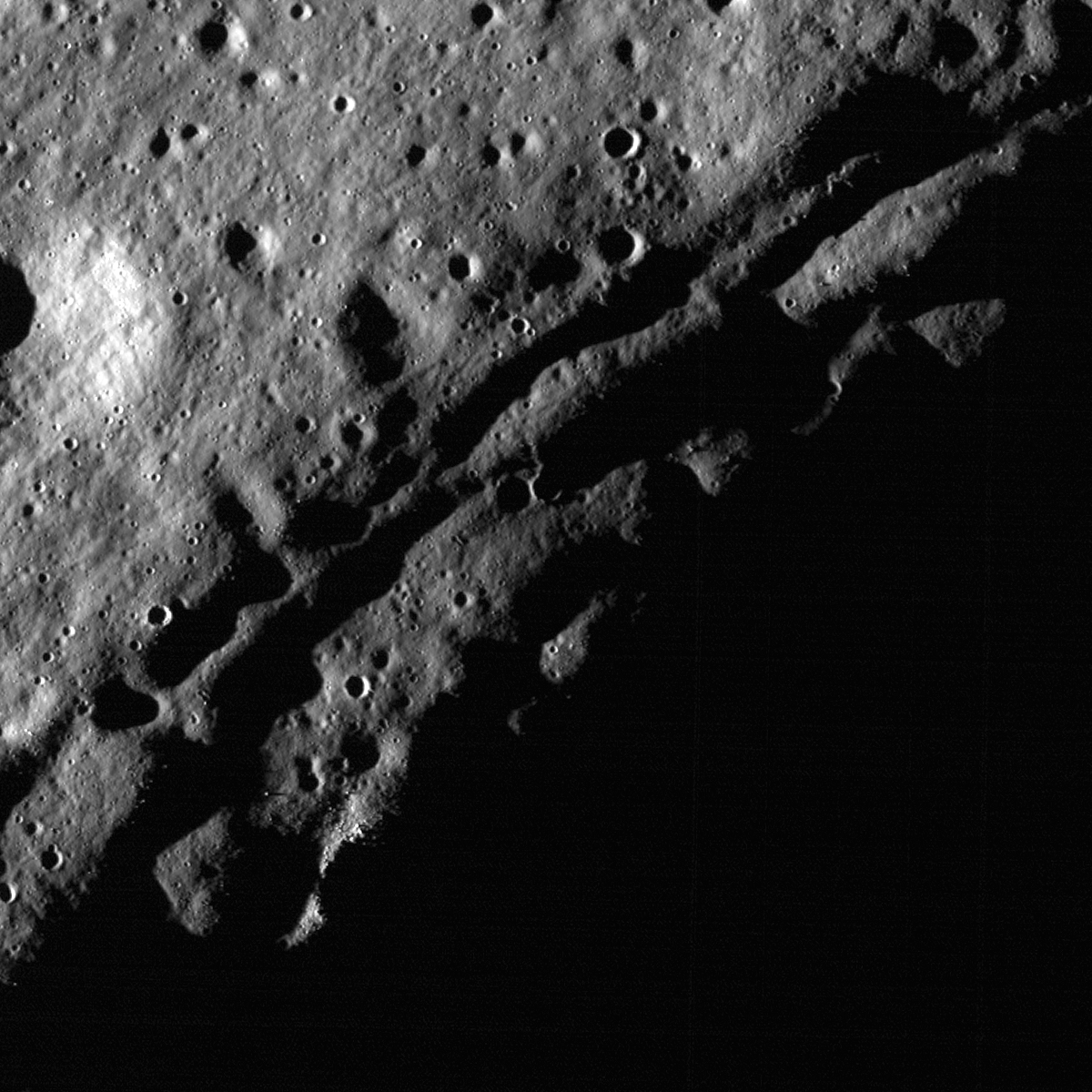
Сліди обвалів блоків породи валу сателітного кратера Дарвін C. Світлина Lunar Reconnaissance Orbiter

Найближчими сусідами кратера є кратер Ейхштедт на заході південному заході, кратер Рокка на північному заході, кратер Крюгер на північному сході, кратер Де Віко на сході, кратер Бюргі на південному сході і кратер Ламарк на півдні. На захід від кратера знаходяться гори Кордильєри, північну частину кратера перетинають Борозни Дарвіна, на схід від кратера знаходяться Борозни Сірсаліса.
Селенографічні координати центра кратера 19°56′ пд. ш. 69°13′ зх. д. / 19.93° пд. ш. 69.21° зх. д., діаметр 122,2 км, глибина 1,36 км.
За тривалий час свого існування кратер практично повністю зруйнувався, південна і північна частини валу практично відсутні, до західної частини валу прилягає сателітний кратер Дарвін B (див. нижче). Західна південно-західна ділянка валу перекрита примітним невеликим кратером. Висота залишків валу над навколишньою місцевістю сягає 1590 м.
Дно чаші кратера переформоване лавою або породами, викинутими при сусідніх імпактах, є порівняно рівним. У південній частині чаші знаходиться сателітний кратер Дарвін H. Північно-східна частина чаші є пересіченою у більшій мірі, вона покрита породами, викинутими при утворенні басейну моря Східного. У західні частині чаші розташовується велике куполоподібне утворення.
Об'єм кратера становить приблизно 15100 км³.

## Сателітні кратери
| Дарвін | Координати                                                | Діаметр, км |
| ------ | --------------------------------------------------------- | ----------- |
| A      | 21°46′ пд. ш. 73°08′ зх. д. / 21.77° пд. ш. 73.14° зх. д. | 23,5        |
| B      | 19°58′ пд. ш. 72°17′ зх. д. / 19.96° пд. ш. 72.29° зх. д. | 53,7        |
| C      | 20°31′ пд. ш. 71°07′ зх. д. / 20.51° пд. ш. 71.12° зх. д. | 15,3        |
| F      | 20°58′ пд. ш. 71°07′ зх. д. / 20.97° пд. ш. 71.12° зх. д. | 17,7        |
| G      | 21°29′ пд. ш. 70°52′ зх. д. / 21.49° пд. ш. 70.87° зх. д. | 17,0        |
| H      | 20°56′ пд. ш. 69°00′ зх. д. / 20.93° пд. ш. 69° зх. д.    | 28,8        |